# Ocoliș, Alba
Ocoliș (în maghiară Aklos) este satul de reședință al comunei cu același nume din județul Alba, Transilvania, România.
Pe Harta Iosefină a Transilvaniei din 1769-1773 (Sectio 108) satul Ocoliș apare sub numele de N. Oklos.

## Obiective turistice
În apropierea satului există următoarele rezervații naturale: 
- Scărița-Belioara
- Cheile Runcului
- Cheile Pociovaliștei
- Rezervația de zadă de la Vidolm

## Obiectiv memorial
Monumentul Eroilor Români din Primul Război Mondial. Monumentul este de tipul cruce memorială și este amplasată în cimitir. Crucea a fost înălțată în anul 1930, pentru cinstirea memoriei eroilor români căzuți în Primul Război Mondial. Aceaste este realizată din gresie, fiind protejată de gardul de incintă al cimitirului. În plan frontal, pe corpul crucii, este un înscris comemorativ: „ÎN MEMORIA CELOR MORȚI ȘI DISPĂRUȚI PE CÂMPUL DE LUPTĂ ÎN ANII 1914-1918. TRECĂTORILOR, RUGAȚI-VĂ PENTRU NOI“. 

## Date economice
Localitatea deține resurse forestiere foarte importante.

## Transporturi
Haltă de cale ferată a Mocăniței (în prezent inactivă). Halta este înscrisă pe lista monumentelor istorice din județul Alba, elaborată de Ministerul Culturii si Patrimoniului Național din România în anul 2010 (cod: AB-II-m-B-20914.09).

## Galerie de imagini

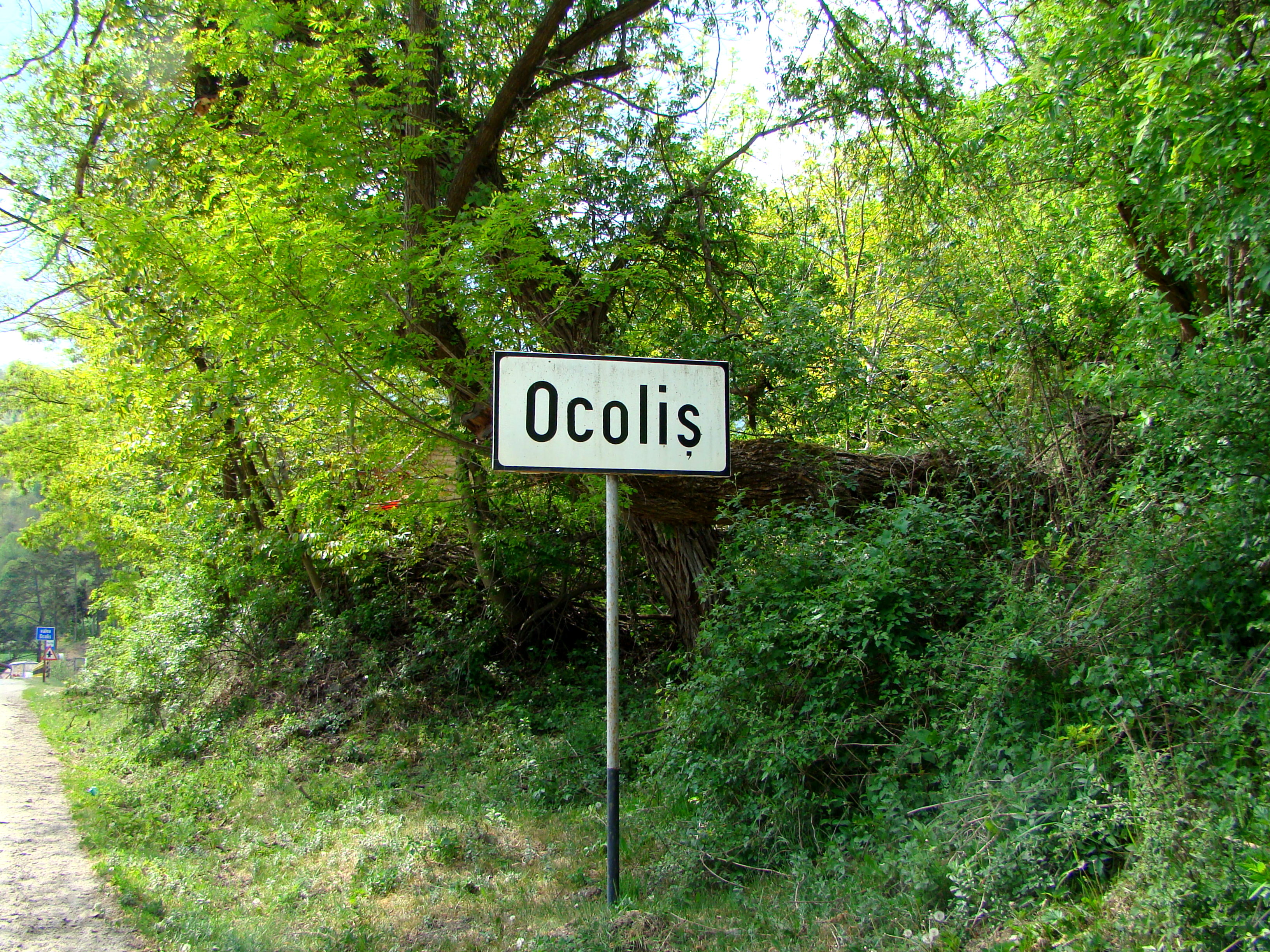
Intrarea în localitate
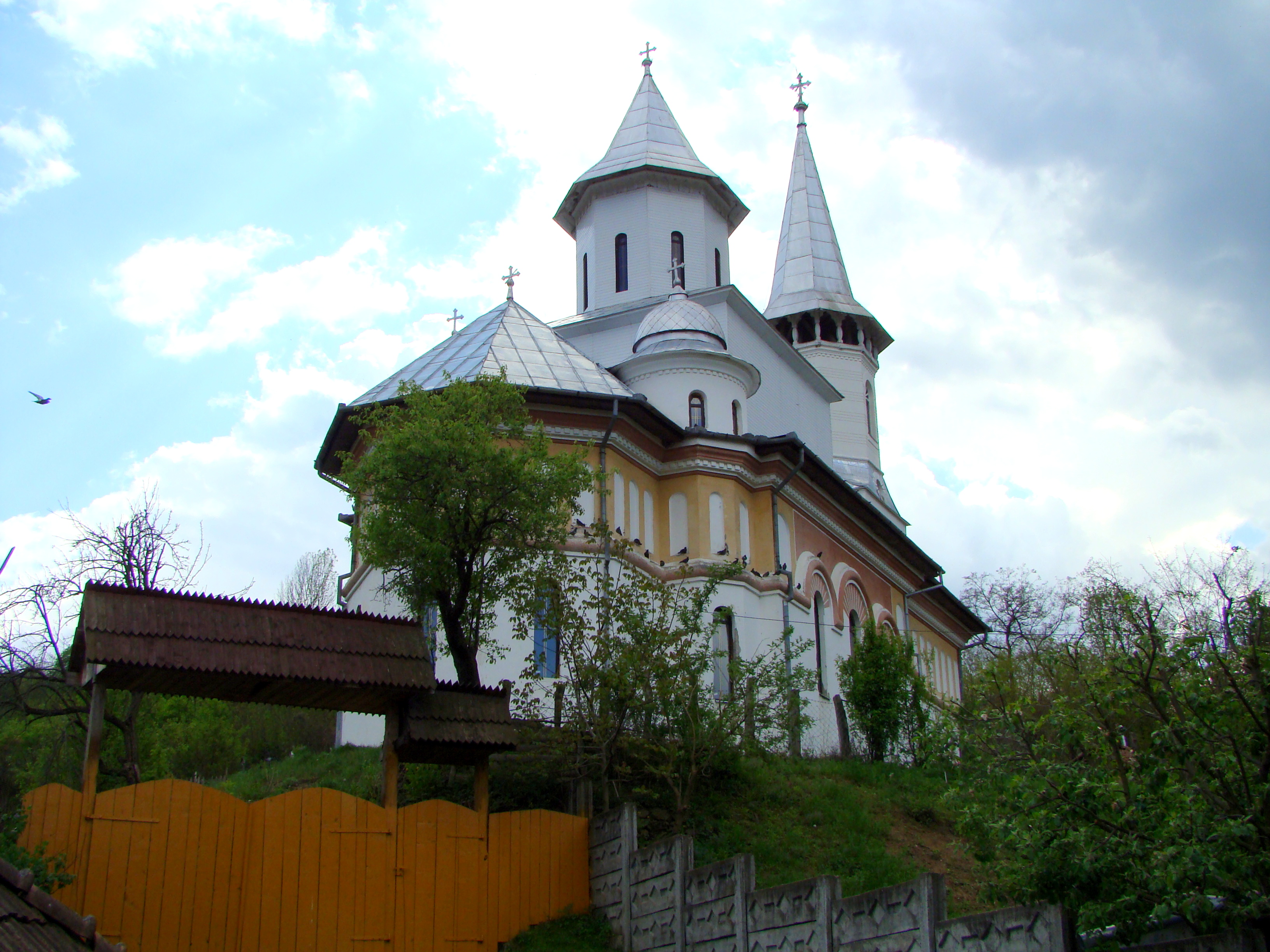
Biserica ortodoxă
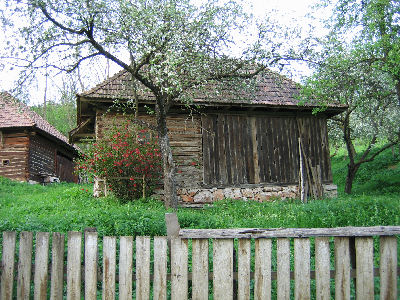
Casă din Ocoliș